# Triumph Renown
La Renown è una serie di autovetture prodotta dalla Triumph dal 1946 al 1954.

## Il contesto
Della serie  "Renow", oltre al modello che propriamente aveva questo nome, fecero anche parte la "1800" e la "2000". Insieme alla Roadster, questi modelli furono le prime vetture Triumph ad essere prodotte dopo l'acquisizione della compagnia da parte della Standard Motor Company.
Le Renow erano contraddistinte da una carrozzeria che in seguito venne soprannominata Razor Edge. Essa era caratterizzata da sei finestrini laterali (tre per fiancata) e da un montante posteriore piuttosto sottile. Questa ampia superficie vetrata precorse una tendenza che si sarebbe imposta, sulle vetture britanniche, negli anni sessanta. Il profilo dei modelli assomigliava alla contemporanea e prestigiosa Bentley Mark VI. Questa linea comparì successivamente anche sulla Triumph Mayflower.
Il corpo vettura fu assemblato in modo tradizionale grazie all'installazione di laminati di alluminio su un telaio in legno fabbricato dalla Mulliners di Birmingham. Per la fabbricazione dei laminati, fu scelto l'alluminio perché l'acciaio era all'epoca scarsamente reperibile a causa delle restrizioni della seconda guerra mondiale, da poco terminata.

## I modelli

### Le Triumph 1800 Town & Country: 1946-1949
Il cambio ed il motore a valvole in testa da 1.776 cm³ di cilindrata della "1800" derivavano da quelli installati sulla Standard Flying Fourteen. Il telaio era tubolare, ed era più lungo di quello installato sulla Roadster. Con quest'ultima, la 1800 condivideva anche le sospensioni anteriori, che erano trasversali a balestra. Erano installati dei sedili foderati in pelle e un cruscotto in legno. Il cambio era manuale a tre rapporti.
Della 1800, nelle sue varie versioni, ne vennero prodotti 4.000 esemplari. Il prezzo di vendita era di 1.425 sterline

### La Triumph 2000 TDA: 1949
La 2000 TDA fu prodotta per un solo anno ed era essenzialmente una Triumph 1800 a cui era installato un motore più grande. Le sospensioni anteriori erano indipendenti a balestra.
Era montato un motore a quattro cilindri da 2.088 cm³ a valvole in testa che era dotato di un carburatore Solex. Questa combinazione era presente anche sulla Standard Vanguard. Il propulsore erogava 68 CV di potenza a 4.200 giri. Il cambio, manuale a tre rapporti con leva sul piantone dello sterzo, derivava da quello della Vanguard, ed aveva i rapporti in avanti sincronizzati. Le sospensioni anteriori erano indipendenti, mentre quelle posteriori erano ad assale rigido e balestra. I freni erano idraulici Lockheed con tamburi da 229 mm.
Di questo modello ne vennero prodotti 2.000 esemplari.

### La Triumph Renown Mark I TDB: 1949-1952
La vettura fu rinominata Renown nell'ottobre del 1949. Il nuovo modello aveva un telaio completamente rinnovato che era basato sulla Standard Vanguard. Il sistema tubolare dei modelli precedenti venne sostituito da componenti in acciaio pressato. Le sospensioni anteriori erano a molle elicoidali. Sebbene il cambio a tre rapporti con leva sul piantone dello sterzo fosse stato mantenuto, dal giugno del 1950 venne offerto tra le opzioni l'overdrive. Fu anche aggiornata la disposizione degli strumenti sul cruscotto.
Un esemplare di Renown fu provato dalla rivista britannica specializzata The Motor nel 1950. Durante il test furono registrate una velocità massima di 120,7 km/h ed un'accelerazione da 0 a 97 km/h di 24,3 secondi. Il consumo di carburante fu di 11,8 L/100 km. Il modello utilizzato nel test costava 991 sterline incluse le tasse.
Di questo modello vennero costruiti 6.501 esemplari.

### La Triumph Renown Limousine: 1951-1954

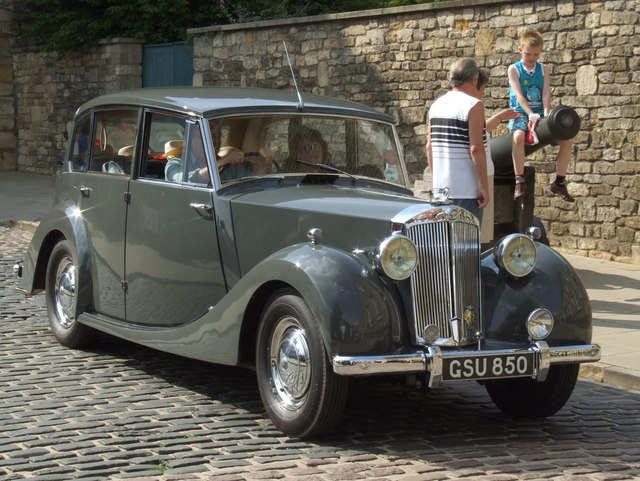
Una Triumph Renown del 1952

Nel 1951 fu annunciata la versione limousine del modello. Essa era caratterizzata da un passo maggiore di 76 mm rispetto a quello delle berline. Era presente un divisorio di vetro che separava la parte anteriore dell'abitacolo dalla sezione posteriore. La radio e l'impianto di riscaldamento erano offerti di serie. Il cambio era manuale a tre rapporti.
Un esemplare di Renown Limousine fu provato dalla rivista britannica specializzata The Motor nel 1952. Durante il test furono registrate una velocità massima di 124,7 km/h ed un'accelerazione da 0 a 97 km/h di 25 secondi. Il consumo di carburante fu di 13,1 L/100 km. Il modello utilizzato nel test costava 1.440 sterline incluse le tasse.
Di questa versione ne vennero prodotti 190 esemplari.

### La Triumph Renown Mark II TDC: 1952-1954
L'ultima versione della Renown utilizzava il telaio a passo lungo della limousine. Di questa versione ne vennero prodotti 2.800 esemplari.

## La fine della produzione
Dopo che la Renown fu tolta dai listini, la Triumph non lanciò sul mercato nessun modello successore. Ci fu l'intenzione di chiamare una versione della Standard Vanguard Phase III "Triumph Renown". Questo modello, prodotto tramite badge engineering, possedeva la calandra ed i loghi della Renown, ma non entrò mai in produzione di serie con questo nome. Infatti, poco prima che il modello fosse lanciato, si decise di denominarlo Standard Vanguard Sportsman.